# Leonel Fernández

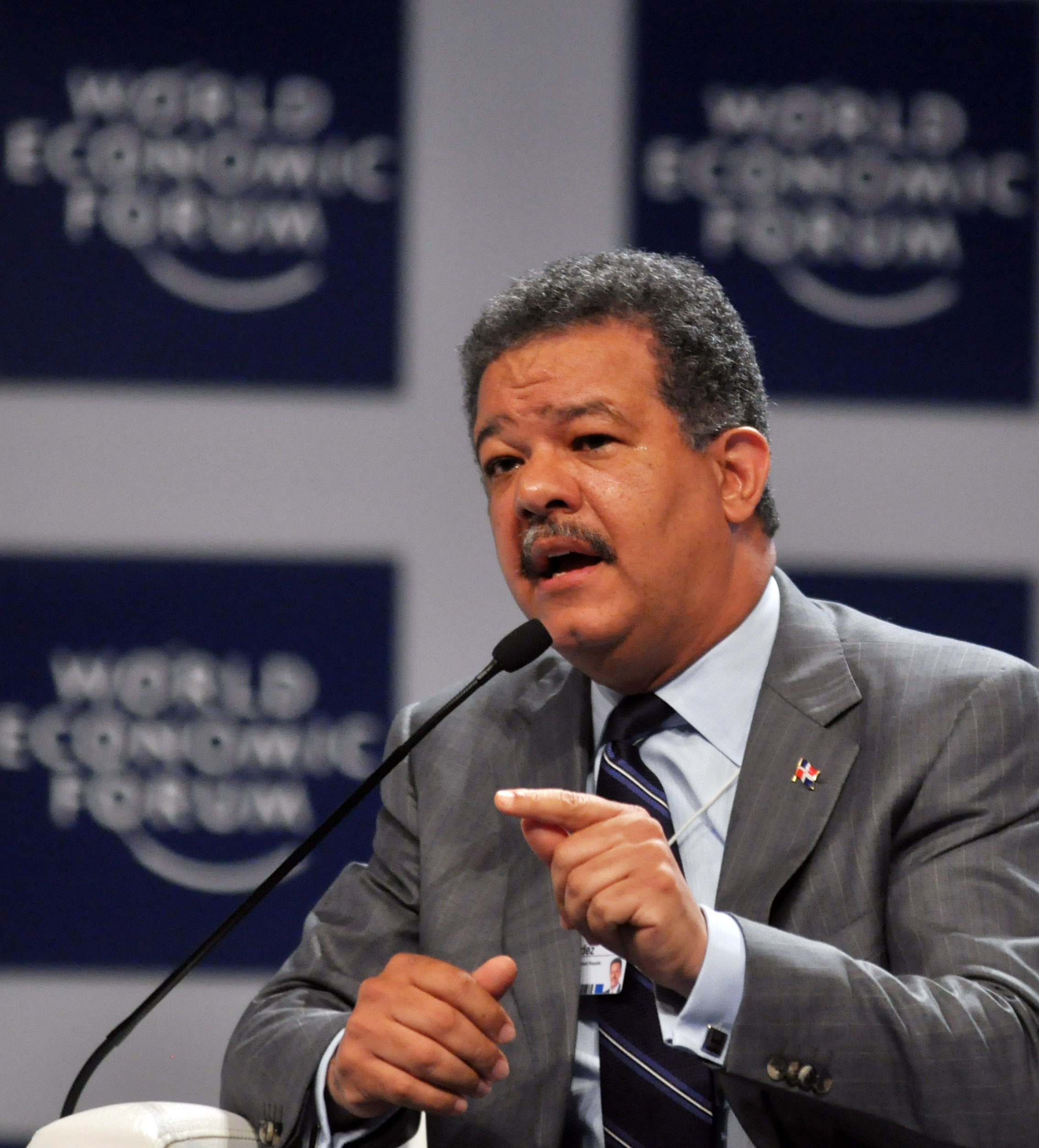
Leonel Fernández 2010.

Leonel Antonio Fernández Reyna, född 26 december 1953 i Santo Domingo, Dominikanska republiken, är en dominikansk advokat, akademiker och politiker. Han var president i Dominikanska republiken mellan 16 augusti 1996 och 16 augusti 2000 och blev omvald 16 augusti 2004 och satt sedan till 16 augusti 2012 då har efterträddes som president av Danilo Medina.